# Gerhard Kleppinger
Gerhard Kleppinger (Ober-Ramstadt, 1 de março de 1958) é um treinador, ex-futebolista profissional alemão e medalhista olímpico. Atualmente, comanda o Sandhausen.

## Carreira
Gerhard Kleppinger ganhou a medalha de bronze nos Jogos Olímpicos de Verão de 1988.